# بخش انسی
بخش انسی (به لاتین: Anci District) یک district of the People's Republic of China در جمهوری خلق چین است که در لانگ فنگ واقع شده‌است.

## خصوصیات
بخش انسی ۵۹۵ کیلومترمربع مساحت و ۳۵۰٬۰۰۰ نفر جمعیت دارد و ۱۷ متر بالاتر از سطح دریا واقع شده‌است.